# Ursula Erler
Ursula Erler (* 6. Juni 1942 in Köln als Ursula Anwander; † 1. Juli 2019 in Marienhagen) war eine deutsche Schriftstellerin.

## Leben
Ursula Erler studierte Germanistik, Theologie und Theaterwissenschaft an der Universität Köln. Von 1971 bis 1981 war sie Dozentin für Literatur und Soziologie an der Kölner Volkshochschule.
Erler war Verfasserin von Romanen und Essays. Sie starb 2019 im Alter von 77 Jahren und wurde auf dem Kölner Melaten-Friedhof beigesetzt.

## Familie
Ursula Erler war seit 1968 mit Hans Erler verheiratet. Das Paar hat zwei Töchter und lebte seit 1974 in Wiehl-Marienhagen.

## Werke
- Die neue Sophie oder Der Beginn einer längst fälligen Gattung der Literatur, Starnberg 1972
- Mütter in der BRD, Starnberg 1973
- Zerstörung und Selbstzerstörung der Frau, Stuttgart 1977
- Lange Reise Zärtlichkeit, Köln 1978
- Auch Ehen sind nur Liebesgeschichten, Frauenfeld (Roman) 1979
- Rendezvous jenseits der Grenze, Norderstedt 2022
- Vertrauensspiele, Düsseldorf 1981/Norderstedt 2023